# ورن لارکنک
ورن لارکنک (به فرانسوی: Varenne-l'Arconce) یک کمون در فرانسه است که در بورگوین واقع شده‌است.

## خصوصیات
ورن لارکنک ۸٫۳ کیلومترمربع مساحت و ۱۳۳ نفر جمعیت دارد و ۳۳۰ متر بالاتر از سطح دریا واقع شده‌است.